# Flegmasia cerulea dolens
La flegmasia cerúlea dolens (pierna dolorosa azul) es una rara manifestación de trombosis venosa profunda y resulta de una trombosis masiva que compromete masivamente el retorno venoso, secundariamente arterial por aumento de la resistencia al flujo del mismo, y finalmente isquemia.
Este fenómeno fue descubierto por Jonathan Towne, un cirujano vascular de Milwaukee, quien también fue el primero en reportar el "síndrome blanco clot" (hoy llamada TIH= trombocitopenia inducida por heparina). Y dos de sus pacientes con TIH desarrollaron flegmasia cerulea dolens y haciéndose gangrenosa.